# Titus Caesius
Titus Caesius war ein nicht näher bekannter römischer Jurist aus republikanischer Zeit. Er wird Jahrhunderte später vom Hochklassiker Pomponius als Schüler des Servius Sulpicius Rufus erwähnt. Die Caesii sind in der republikanischen Zeit als Equites mehrfach belegt, sodass möglicherweise auch dieser Jurist dem Ritterstand angehörte.
Inwieweit Caesius Schriften verfasst hat und ob sie in das von Aufidius Namusa gefertigte Sammelwerk Aufnahme gefunden haben, kann mit Sicherheit nicht bestimmt werden.